# Hold-up-Problem
Das Hold-up-Problem (von engl. hold up für „Überfall“ oder „Störung“) wird in den Wirtschaftswissenschaften, vor allem in der Vertragstheorie, als eine Situation beschrieben, bei der man von zwei Vertragspartnern ausgeht, die ex ante eine Geschäftsbeziehung eingehen. Dabei sind die beiden Partner dem Lock-in-Effekt unterworfen, d. h., sie sind in dieser Geschäftsbeziehung aneinandergebunden. Hieraus besteht die Gefahr von ex post opportunistischem Verhalten. Die eine Partei kann der anderen Handelskonditionen aufzwingen, die ihre anfänglichen Investitionskosten nicht ausreichend decken. Da es keine Ausweichmöglichkeit gibt, muss diese ungünstige Kondition akzeptiert werden. Durch Antizipation dieses Problems werden ex ante niedrigere Investitionen gemacht, als effizient wären.

## Erläuterung
Zwei Vertragspartner gehen eine Geschäftsbeziehung bezüglich eines Gutes ein, dabei ist einer Verkäufer und der andere Käufer. Der eine Partner ist von der Leistung des anderen abhängig.
Da das zu tauschende Wirtschaftsgut zunächst noch nicht vollständig beschrieben werden kann, lassen sich ex ante weder die Kosten noch die Zahlungsbereitschaft genau bestimmen. Daher wird in der Regel nur ein unvollständiger Vertrag zwischen den Parteien verfasst. Meist ist der Verkäufer dazu verpflichtet, vor dem Handel schon Investitionen zu tätigen.
Liegt die Zahlungsbereitschaft des Käufers über den Kosten des Gutes, kommt es zum Tausch. Die Kosten können zum Zeitpunkt des Tausches genau bestimmt werden. Entscheidend ist nun, wer die Verhandlungsmacht hat. Dieser kann dann zu nachvertraglichem Opportunismus neigen. Das heißt, er wird Handelsbedingungen durchsetzen, die die schon erfolgten Investitionen des anderen nicht hinreichend decken. Liegt die Verhandlungsmacht beim Käufer, so wird der Verkäufer ex ante nicht diejenigen Investitionen tätigen, die die Wohlfahrt maximiert hätten, da er die Gefahr des Hold-up vorausahnt.
Hold-up-Probleme beschreiben im Allgemeinen Situationen, in denen Verträge mit unvollständigen Informationen über die Möglichkeiten, Interessen und Absichten des anderen geschlossen werden und diese dann erst ex post erkenntlich werden und dazu führen, dass ex ante nicht die richtigen Anreize geschaffen werden, was wiederum zu Unterinvestition führt.
Die Gefahr eines Hold-ups besteht vor allem dann, wenn der eine Partner auf die Leistungen des anderen angewiesen ist (etwa, wenn ein Produzent nicht auf andere Zulieferer ausweichen kann) oder wenn er im Vertrauen auf die Vertragstreue des Partners spezifische Investitionen getätigt hat (etwa wenn ein Zulieferer im Vertrauen auf Abnahmezusagen spezielle Maschinen angeschafft hat).

## Das Hold-up-Problem im Handelsmodell
In diesem Modell wird zunächst angenommen, dass die zwei betrachteten Firmen dem Lock-in-Effekt unterliegen. Dabei verkauft die eine Firma ein (Zwischen-)Produkt, das nicht teilbar ist, und die andere kauft es.
Die Parameter des Modells sind wie folgt definiert:
{\displaystyle q} beschreibt das Handelsniveau, mit {\displaystyle q=1} bei Handel und {\displaystyle q=0} bei Nichthandel. Dem Verkäufer entstehen bei Produktion des Gutes Kosten von {\displaystyle c}, und der Käufer kann höchstens eine Einheit des Gutes verwenden, mit dem er einen Ertrag von {\displaystyle v} erreicht. Der Handelspreis des Gutes liegt bei {\displaystyle p}.
Die Gewinnfunktion des Verkäufers lautet nun
{\displaystyle \pi _{1}(p,q)=(p-c)q}
Und die des Käufers
{\displaystyle \pi _{2}(p,q)=(v-p)q}
Weiter wird angenommen, dass {\displaystyle v>c} und damit die Produktion einer Einheit des Gutes immer effizient ist. Auch soll dem Käufer ein Anteil {\displaystyle a\epsilon (0,1)} des Handelsüberschusses zukommen, dieser ist auch gleich ein Maß für dessen Verhandlungsmacht.
Damit liegt der Preis dann bei
{\displaystyle P=(1-a)v+ac}
Das Modell wird dadurch erweitert, dass der Käufer Investitionen {\displaystyle i\geq 0} tätigen kann, die seinen Ertrag erhöhen. Damit wird der Ertrag nun mit der Funktion {\displaystyle v(i)} beschrieben, die folgende Eigenschaften hat:{\displaystyle v'>0} und {\displaystyle v''<0} d. h., der Grenzertrag zusätzlicher Investitionen ist positiv und fallend im Investitionsniveau. Weiterhin wird angenommen, dass sich Handel und Produktion lohnt durch {\displaystyle v(0)>c}. Mit den Investitionen entstehen dem Käufer auch Kosten {\displaystyle k(i)}, dabei gilt {\displaystyle k(0)=k'(0)=0} und {\displaystyle k''\geq 0}, die Investitionen steigen schwach monoton.
Damit sieht sich die Gewinnfunktion des Käufers folgendermaßen aus:
{\displaystyle \pi _{2}(q,p,i)=(v(i)-p)q-k(i)} .
Nun betrachtet man den Gesamtgewinn,
{\displaystyle \Pi (q,i)=\pi _{1}(q,p)+\pi _{2}(q,p,i)=q(v(i)-c)-k(i)}
der maximiert wird, um die effiziente oder auch „first-best“ Lösung zu bestimmen.
Damit ist {\displaystyle q^{*}=1}, da Handel im Modell immer effizient ist. Bei optimalem Investitionsniveau ist Grenzertrag gleich den Grenzkosten einer marginalen Investition, weshalb diese Marginalbedingung besteht {\displaystyle v'(i^{*})=k'(i^{*})}.
Nun wird angenommen, dass die Investitionen des Käufers nicht beobachtbar sind und nicht vertraglich festgelegt werden können, auch kann kein langfristiger Vertrag erstellt werden.
Damit wird erst ex post über das Handelsniveau und den Preis verhandelt. Je höher nun die Verhandlungsmacht des Käufers ist, desto höher investiert er, denn seine Investitionen erhöhen den Überschuss, von dem er später profitiert. Seine Investition bleibt jedoch trotzdem noch unter der Investition der effizienten Lösung, da sich Verkäufer und Käufer den Überschuss teilen. Für die effiziente Investition bräuchte der Käufer als Anreiz den Zuspruch des gesamten Zuwachses des Ertrages. Die Investitionsanreize sind damit verzerrt, und es kommt zur Unterinvestition, Effizienz wird nicht mehr erreicht und das Hold-up-Problem tritt auf.

## Beispiele

### Einfaches Beispiel
Ein Zulieferer und ein Abnehmer stehen in einer Geschäftsbeziehung. Es wird angenommen, dass der Zulieferer in eine Spezialmaschine investiert, die ausschließlich spezielle Teile für diesen Abnehmer produziert, so dass eine hohe Quasi-Rente besteht. Vertraglich ist nur der Zulieferpreis, nicht aber die Menge des Produktes vereinbart, da es hohe Nachfrageschwankungen bei den Endprodukten gibt. Auch findet keine detaillierte Qualitätsabsprache aufgrund der hohen Transaktionskosten statt.
Der Zulieferer ist in diesem Beispiel vom Abnehmer abhängig, der Abnehmer jedoch nicht vom Zulieferer, wenn davon ausgegangen wird, dass dieser seine Teile auch von einem anderen Produzenten beziehen könnte. Somit steht der Zulieferer in der Gefahr, mit der Spezialmaschine in Höhe der Quasi-Rente von seinem Abnehmer ausgebeutet zu werden, was das Hold-up-Problem darstellt. Jetzt steht der Abnehmer in der Macht, vom Zulieferer einen Preisnachlass oder andere Forderungen zu verlangen, da er drohen kann, den Zulieferer zu wechseln oder nur solch geringe Mengen des Gutes abzunehmen, dass gerade die Fixkosten des Zulieferers gedeckt sind. Rational gesehen wird der Zulieferer erst dann die Vertragsbeziehung auflösen, wenn der Abnehmer die ganze Quasi-Rente bezieht und er nicht mal seine Kosten decken kann.
Es besteht jedoch auch die Möglichkeit, dass der Zulieferer ex ante keine transaktionsspezifischen Investitionen tätigt ohne etwaige Vorleistungen des Abnehmers, wie z. B. Beteiligung an den Investitionskosten, da er über die auftretende Hold-up-Gefahr im Bilde ist.

### Historisches Beispiel
Ein beliebtes historisches Beispiel ist die US-Autoindustrie der 1920er Jahre (von Coase stark umstritten, 2000). Fisher Body hatte mit General Motors (GM) einen exklusiven Vertrag über die Lieferung von Karosserieteilen. Es wird behauptet, dass Fisher Body das Hold-up-Problem nutze, indem sie Zahlungen 17 % über ihren Kosten erhielten, den Standort der Karosserieteile für GM weit weg von dessen Montagewerk legten und ineffizient produzierten. Die Möglichkeit zum Auftreten dieses Hold-up-Problems kam auf, da zum Zeitpunkt des Vertrages nicht vorhersehbar war, dass die Nachfrage nach Autos so stark wachsen würde. Zudem wird die Übernahme von Fisher Body zu GM als Folge des Hold-up-Problems argumentiert.

## Lösungen
- Die Standardlösung des Transaktionskostenansatzes besteht in einer vertikalen Integration, bei der ein Transaktionspartner auf der einen Produktionsstufe den anderen Transaktionspartner auf der vor- oder nachgelagerten Produktionsstufe aufkauft bzw. beide Transaktionspartner fusionieren.
- Eine andere Lösungsmöglichkeit wäre, dass die Investitionen periodisch erfolgen müssen. Damit sollen die Kosten des Investors gedeckt werden, denn dieser würde bei unzureichenden Einkünften nicht nochmal investieren. Durch die Möglichkeit eines zukünftigen aussichtslosen Profits, ist der potentielle "Betrüger" abgeschreckt und leistet dem Investor die nötige Auszahlung.[3]
- Man kann durch Sicherheiten (Bürgschaften, Verlangen von Garantien) einen Interessenausgleich schaffen.

### Allgemeine Lösungen zum Handelsmodell
- Die effiziente Lösung wird durch einen Vertrag zwischen den beiden Partnern implementiert. Dies ist dann möglich, wenn die Investition {\displaystyle i} gerichtlich überprüfbar ist. Tätigt der Käufer nicht die effiziente Investition {\displaystyle i=i^{*}}, muss er an den Verkäufer Strafen zahlen.
- Die effiziente Lösung wird durch einen langfristigen Vertrag erreicht, der das zu liefernde Gut und dessen Preis {\displaystyle p} beschreibt. Ein Handel zwischen den beiden Parteien entsteht, wenn {\displaystyle p} zwischen {\displaystyle c} und {\displaystyle v(i)} liegt. Es gilt dann {\displaystyle q=q^{*}} und der Käufer wählt {\displaystyle i=i^{*}}, um seinen Gewinn zu maximieren, da {\displaystyle p} vertraglich fixiert ist und damit unabhängig von seiner Investition ist.

### Optimale Kontrakte – Das Modell von Hart und Moore (1998)
In diesem Modell gibt es wie zuvor einen Verkäufer und einen Käufer, die einen unvollständigen Vertrag über ihre Geschäftsbeziehung schließen. Der Vertrag beinhaltet Zahlungsverpflichtungen, einerseits den vereinbarten Lieferpreis {\displaystyle {\hat {p}}_{1}} bei Durchführung des Handels und andererseits die Entschädigung {\displaystyle {\hat {p}}_{0}} bei Nichtdurchführung. Außerdem bezeichnet {\displaystyle \omega \;\epsilon \;\Omega } eine endliche Menge von denkbaren zukünftigen Umweltzuständen. Der Käufer kann durch eine Investition {\displaystyle \beta (\sigma )} den Nutzen beeinflussen, also {\displaystyle v=v(\omega ,\beta )} und der Verkäufer kann mit seiner Investition die Kosten beeinflussen {\displaystyle c=c(\omega ,\sigma )}.
Zu Beginn sind der Nutzen {\displaystyle v} sowie die Kosten {\displaystyle c} nicht sicher bekannt und damit Zufallsvariablen.
In diesem Modell gibt es drei Zeitpunkte.
Zeitpunkt 0 bezeichnet den Vertragsabschluss. Bis zum Zeitpunkt 1 werden alle Investitionen erfolgen und die Akteure erfahren dann die tatsächlichen Ausprägungen der Zufallsvariablen. Nun besteht die Möglichkeit mit den neu erworbenen Informationen Neuverhandlungen einzuleiten. Zum Zeitpunkt 2 entscheidet sich dann, ob ein Handel mit den vereinbarten Zahlungen stattfindet oder es zu einer gerichtlichen Auseinandersetzung kommt.
Falls keine Neueinigungen erfolgt, werden nach Hart und Moore folgende Fälle realisiert:
1. Wenn {\displaystyle v<c}, dann findet kein Handel statt und der Käufer zahlt dem Anbieter {\displaystyle {\hat {p}}_{0}}
2. Wenn {\displaystyle v\geq ({\hat {p}}_{1}-{\hat {p}}_{0})\geq c}, dann findet ein Handel statt und der Käufer zahlt {\displaystyle {\hat {p}}_{1}}
3. Wenn {\displaystyle v\geq c>({\hat {p}}_{1}-{\hat {p}}_{0})}, dann findet ein Handel statt und der Käufer zahlt {\displaystyle {\hat {p}}_{0}+c}
4. Wenn {\displaystyle ({\hat {p}}_{1}-{\hat {p}}_{0})>v\geq c}, dann findet ein Handel statt und der Käufer zahlt {\displaystyle {\hat {p}}_{0}+v}

Fall (1) beinhaltet keinen Handel, da der Wert des Gutes unter seinen Produktionskosten liegt und so keiner der Akteure auf einen Tausch aus ist. Es wird also, im Zweifel gerichtlich, die Entschädigung gefordert.
In Fall (2) ist der Handel für beide Parteien von Vorteil, denn der Nutzen liegt über dem Preis und dieser über seinen Kosten.
Der dritte Fall zieht ebenfalls einen Handel nach sich, da es grundsätzlich vorteilhaft ist mit {\displaystyle v\geq c}. Die Produktionskosten sind jedoch so hoch, dass es sich für den Verkäufer nicht lohnt zu den Anfangskonditionen zu produzieren. Er kann im Falle, dass kein Tausch entsteht, gerichtlich {\displaystyle {\hat {p}}_{0}} einfordern. Dieser Preis ist höher als die Differenz zwischen dem Verkaufspreis {\displaystyle {\hat {p}}_{1}} und den Kosten, d. h. seinem Gewinn, weshalb ihm der Käufer {\displaystyle {\hat {p}}_{0}+c} anbieten wird. Der Anbieter ist damit indifferent zwischen Produzieren und Nicht-produzieren. Folglich wird es im Gleichgewicht ein Geschäft zum neu verhandelten Preis geben.
Auch im letzten Fall (4) ist ein Handel mit {\displaystyle v\geq c} effizient, aber der ursprüngliche Preis von {\displaystyle {\hat {p}}_{1}} ist im Verhältnis zu {\displaystyle {\hat {p}}_{0}} zu hoch. Deshalb senkt der Verkäufer im Gleichgewicht seinen Preis auf {\displaystyle {\hat {p}}_{0}+v}. Hier ist der Abnehmer indifferent zwischen seinen Alternativen. Wiederum wird ein Tausch zwischen den beiden Parteien zum neuen Preis vollzogen.
In Fall (3) und (4) erhält derjenige die kompletten Effizienzgewinne, der die Anfangskonditionen als vorteilhaft sieht. D. h., im dritten Fall wird der Anbieter im neuen Verhandlungsgleichgewicht soweit kompensiert, dass die Produktion und damit die effiziente Verhaltensweise nicht nachteilig ist. Im vierten Fall wird hingegen der Käufer kompensiert, um ein effizientes Verhalten zu erreichen.
Wenn man jetzt noch einen Schritt zurückgeht und die Investitionen der beiden Parteien betrachtet, ergibt sich, dass in der Regel keine effizienten Investitionen gemacht werden. Dies liegt an den wechselseitigen positiven Effekten, die nicht berücksichtigt werden. Eine marginale Erhöhung der Investition des Anbieters führt zur Kostensenkung und damit zu einem niedrigeren Preis. Somit ginge der ganze marginale Ertrag der Investition an den Käufer. Ebenso gilt das im umgekehrten Fall. Eine Erhöhung der Käufer-Investition hat einen positiven externen Effekt auf den Verkäufer. Diese Effekte können im Fall (3) und (4) auftreten.
Jedoch gibt es vier Ausnahmen für dieses Modell, in denen First-Best-Ergebnisse erreicht werden können.
(a)   Es existiert ein Wert {\displaystyle k}, für den {\displaystyle v\geq k\geq c} mit Wahrscheinlichkeit {\displaystyle 1} für beliebige Investitionen {\displaystyle \beta } und {\displaystyle \sigma }
(b)  {\displaystyle v(\omega ,\beta )} ist unabhängig von {\displaystyle \beta }
(c)  {\displaystyle c(\omega ,\sigma )} ist unabhängig von {\displaystyle \sigma }
(d)  {\displaystyle v(\omega ,\beta )} und {\displaystyle c(\omega ,\sigma )} sind unabhängig von {\displaystyle \omega }
Wird im Sonderfall (a) ein Wert von {\displaystyle {\hat {p}}_{1}-{\hat {p}}_{0}} im Anfangsvertrag gewählt, so werden alle Externalitäten vermieden.
Im Fall (b) ist der Wert des Gutes von den Investitionen unabhängig, somit kann eine First-Best-Lösung erzielt werden. Dies geschieht, wenn man die Differenz zwischen {\displaystyle {\hat {p}}_{1}} und {\displaystyle {\hat {p}}_{0}} so hoch setzt, dass sie den maximalen Wert des Objektes übersteigt. Der Verkäufer erhält so alle entstehenden Renten und hat damit einen optimalen Investitionsanreiz.
Der Fall (c) ist das Spiegelbild von Fall (b) mit einer {\displaystyle {\hat {p}}_{1}-{\hat {p}}_{0}} Differenz, die geringer als die möglichen Kosten gewählt wird.
Der Sonderfall (d) hat sichere Produktionskosten und einen sicheren Objektwert, damit entstehen keine externen Effekte, da die endgültigen Preise schon vor den Investitionen bestimmt werden können.
Dieses aufgeführte Modell von Hart und Moore versucht mit Neuverhandlungen das Problem zu lösen, ist aber extrem, indem es alle Gewinne aus diesen neuen Verhandlungen nur an eine Seite gibt. Dies liegt daran, dass es einerseits einen genauen letzten Zeitpunkt zur Formulierung eines Angebots gibt, denn erst zum Zeitpunkt 2 soll der Tausch einen Nutzen bringen. Andererseits liegt es daran, dass sich die Unsicherheit zum Zeitpunkt 1 auflöst und daraufhin in den Neuverhandlungen keine privaten Informationen bestehen. Damit ist auch für diese die Effizienz gegeben.
Hart und Moore benutzen zur Lösung des Hold-up-Problems äußerst restriktive Bedingungen, um eine effiziente Vertragsgestaltung sicherzustellen. Sie lassen nur einen extrem begrenzten Vertragsgestaltungsraum und gehen davon aus, dass es keine Verhandlungskosten gibt.